# Marie Christina Kolo
Marie Christina Kolo (nascida em 1989, em Ambodirano, Madagascar) é uma ativista climática, ecofeminista e empreendedora social de Madagáscar, que aumentou a conscientização global sobre os efeitos da mudança climática em Madagascar e solicitou solidariedade internacional para lidar com seus impactos.

## Vida pregressa
Marie Christina Kolo nasceu em 1989 e cresceu na pequena vila de Ambodirano, em Madagáscar. Quando criança, ela observou os impactos ambientais causados por fábricas têxteis perto de sua casa e fez uma petição para acabar com a poluição. Ela frequentou a Universidade Católica de Paris, na França, e recebeu um título de Mestrado em Gestão de Projetos Humanitários e de Desenvolvimento. Ela recebeu uma bolsa de estudos Mandela Washington, da Universidade do Maine, nos Estados Unidos, em 2017.

## Ativismo
Marie Christina Kolo tornou-se ativa no trabalho climático em 2015, quando trabalhava como voluntária das Nações Unidas na região de Androy (Madagáscar), propensa à seca. Durante esse tempo, Marie Christina Kolo co-fundou a Rede Climática do Oceano Índico como uma plataforma online de discussão para jovens ativistas de Madagáscar, Maurícia, Reunião e Seicheles. Essa plataforma organizou 3.000 pessoas para participar da primeira marcha de protesto pelo clima em Madagáscar, em 2015.
Marie Christina Kolo fundou a empresa social Green'N' Kool, em 2016. A organização desenvolve playgrounds e jardins a partir de materiais reciclados e vende produtos ecologicamente corretos para financiar uma escola primária, um centro comunitário e eventos comunitários nas áreas de Antananarivo (capital de Madagáscar) e Nosy Be (ilha de  Madagáscar). Para lidar com a pandemia de COVID-19, a Green'N'Kool lançou um sabonete ecológico para lavar as mãos feito de óleo comestível usado. Em sua iniciativa Travel without Fear, a organização trabalha para lidar com o assédio sexual no transporte público.
Em 2018, Marie Christina Kolo co-fundou a Ecofeminism Madagascar, uma plataforma online focada nas mudanças climáticas e sua relação com a violência de gênero. Naquele ano, ela também foi premiada com o segundo lugar no Prêmio Jovens Africanos do World Wide Fund for Nature.
Em 2019, Marie Christina Kolo participou da Conferência das Nações Unidas sobre Mudanças Climáticas (COP25), onde foi confrontada publicamente pelo Ministro do Meio Ambiente de Madagáscar, Alexandre Georget. Ela respondeu com uma carta aberta ("Non à l'âgisme et à la misogynie par les membres de notre gouvernement") dirigida ao presidente, Andry Rajoelina, criticando o comportamento de Georget, questionando a exclusão de jovens ativistas da delegação Madagáscar COP25, e falando contra preconceito de idade e misoginia por parte de membros do governo.
Em dezembro de 2020, Marie Christina Kolo liderou uma equipe que recebeu o prêmio do Fundo de Inovação de Engajamento de Ex-alunos do Departamento de Estado dos Estados Unidos por um projeto de combate à agressão sexual e violência de gênero, em Madagáscar.
Em abril de 2021, Marie Christina Kolo e Paloma Costa (ativista do Brasil) dirigiram-se diretamente ao secretário-geral das Nações Unidas, António Guterres, em uma conversa virtual sobre ação climática jovem. Ela falou sobre os efeitos do COVID-19 e das mudanças climáticas em seu país, como a fome de Madagascar em 2021–2022, e pediu ao resto do mundo que mostrasse solidariedade com as nações que já estão sendo afetadas pelas mudanças climáticas.
Marie Christina Kolo participou da Conferência de Mudanças Climáticas das Nações Unidas de 2021 (COP26) como parte do Grupo Constituinte de Mulheres e Gênero.

## Reconhecimentos
2018 - Segundo lugar no Prêmio Jovens Africanos do World Wide Fund for Nature.
2020 - Prêmio do Fundo de Inovação de Engajamento de Ex-alunos do Departamento de Estado dos Estados Unidos, por um projeto de combate à agressão sexual e violência de gênero, em Madagáscar.
2022 - Incluída na lista das 100 Mulhers mais inspiradoras do mundo, pela BBC.